# Justin Hoyte
Justin Raymond Hoyte (født 20. november 1984 i London, England) er en engelsk fodboldspiller, der spiller som højre back hos FC Cincinnati i USA. Han har tidligere spillet i hjemlandet for blandt andet Arsenal og Middlesbrough. Hoyte var i Arsenal F.C. med til at vinde FA Cuppen i 2005.
Justin Hoyte er bror til en anden professionel engelsk fodboldspiller, Gavin Hoyte.

## Landshold
Hoyte fik sin debut for Trinidad og Tobago den 4. juni 2013. Siden sin debut, har han (pr. juli 2014) spillet 10 kampe for landsholdet.